# Agustín Courtoisie
Agustín Graciano Courtoisie Beyhaut (Montevideo, 1956) es un filósofo, docente y periodista cultural uruguayo.

## Biografía
Profesor de Filosofía, egresado del Instituto de Profesores Artigas (IPA), Courtoisie es además docente universitario y periodista cultural. Ha sido colaborador desde sus inicios en El País Cultural de Montevideo y en la actualidad en la revista Relaciones. Especialista en la vida y la obra de los filósofos Pedro Figari, Carlos Vaz Ferreira y Arturo Ardao, fue docente en las áreas de Comunicación y Estudios Internacionales en la Universidad ORT de Montevideo. Fue integrante del Círculo de Estudios Filosóficos del Uruguay (CEFU) y cofundador junto a Einar Barfod y Alberto Chá Larrieu de la desaparecida Sociedad Uruguaya de Análisis Filosófico (SUAFIL).
En 2000, junto a Teresa Quijano, obtuvo el apoyo del Fondo Capital de la IMM para digitalizar la obra de Carlos Quijano.
En 2002 fue nombrado Director de Cultura en el Ministerio de Educación y Cultura, cargo que ejerció hasta 2005.
Fue curador de la exposición de homenaje a Vaz Ferreira del CCE (2008) y responsable de la investigación. Fue panelista estable del programa 
"El Lado Oculto" de canal 20 de TCC e incursionó con su columna ContraAgenda en el programa Buen día Uruguay (BDU) de Canal 4. Hasta 2020 ha dictado cursos en la Facultad de Información y Comunicación (UdelaR).
Agustín es hermano del escritor Rafael Courtoisie y del exdiputado por el Nuevo Espacio Gabriel Courtoisie.

## Obra
Es autor de Para mí los Blanes (1995), Cadenas de conocimiento (1998) y A ciencia cierta. Una historia reciente de lo que se sabe (2010). Su interés por la filosofía de la ciencia continuó y se profundizó en Ciencia kiria. Ensayos sobre ciencia, tecnología y sociedad (2018). El volumen colectivo Mirar y Pensar. Ocho ensayos sobre los medios (2007, en colaboración) fue seleccionado en la subcategoría Ensayo de los Fondos Concursables del MEC). Su investigación “Carlos Vaz Ferreira: mucho más que filosofía” apareció en el volumen colectivo El 900 (1999). Prologó la edición de Arte, estética, ideal de Pedro Figari en el año 2011. Compiló y prologó los textos de La campaña contra la pena de muerte de Pedro Figari en el año 2013. Junto al paleontólogo Richard Fariña (UdelaR) ha publicado Historia reciente del poblamiento remoto. Los hallazgos del Arroyo del Vizcaíno, Sauce (2015). 